# Fanny (nome)
Fanny  è un nome proprio di persona inglese, francese e spagnolo femminile.

## Varianti
- Inglese: Fannie[1]

### Varianti in altre lingue
- Finlandese: Fanni[1]
- Ungherese: Fanni[1]

## Origine e diffusione
Si tratta di un diminutivo inglese di Frances (ossia Francesca), nato per riduzione da Franny. Il nome è stato poi adottato anche in altre lingue come francese e spagnolo, e utilizzato anche per abbreviare Stephanie; proprio in questa veste è stato brevemente introdotto anche in Italia, nella seconda metà dell'Ottocento, andando a sostituire Stefania come femminile di Stefano e "italianizzandosi" anche in forme quali "Fanni", "Fannì", "Fannj" e "Fannia"; la sua diffusione nel Bel Paese, forse aiutata dal film del 1932 Fanny, è attestata principalmente al Nord e al Centro, mentre è rarissimo al Sud.
Il nome godette di vasta popolarità in passato nei paesi anglofoni, ma a partire dalla fine del XIX secolo, in inglese britannico, il termine "fanny" è diventato uno slang volgare indicante i genitali femminili (forse a causa del romanzo erotico di John Cleland Fanny Hill. Memorie di una donna di piacere), e il suo uso come nome proprio è quindi drasticamente calato; dagli anni 1920 è passato anche in inglese americano mutando significato in "natiche", "sedere", ma mentre in inglese britannico il senso volgare è ancora percepito come quello principale della parola, non è così in inglese americano. Sorte simile capitò ai nomi Gay (con l'entrata in uso del termine gay per indicare l'omosessualità), Dick e Philander (che divennero sinonimo rispettivamente di "pene" e di "amante", "dongiovanni").

## Onomastico
Non esistono sante che portano il nome Fanny, che quindi è adespota; l'onomastico si può festeggiare il 1º novembre, festa di Ognissanti, oppure lo stesso giorno del nome da cui è fatto derivare.

## Persone

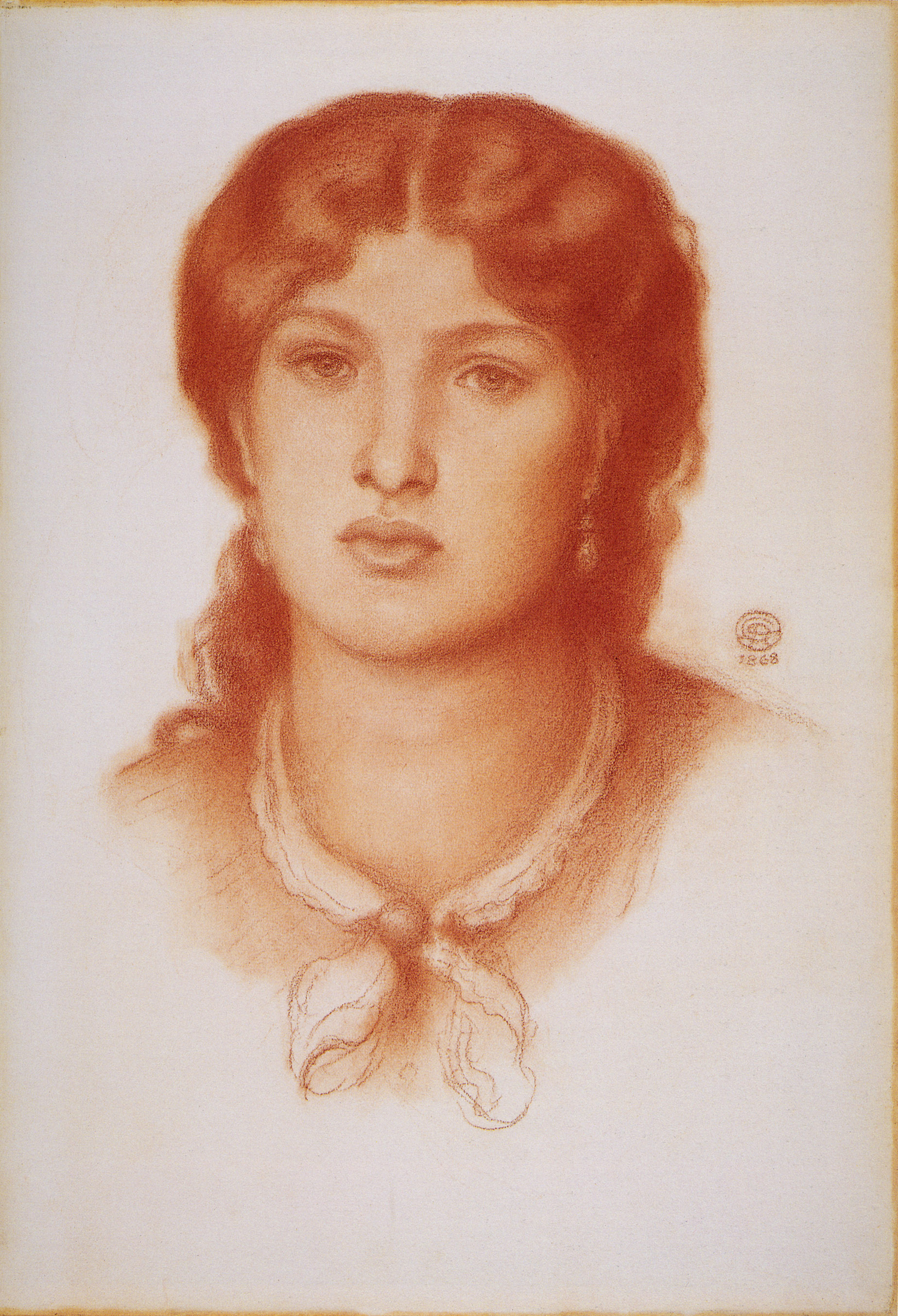
Fanny Cornforth

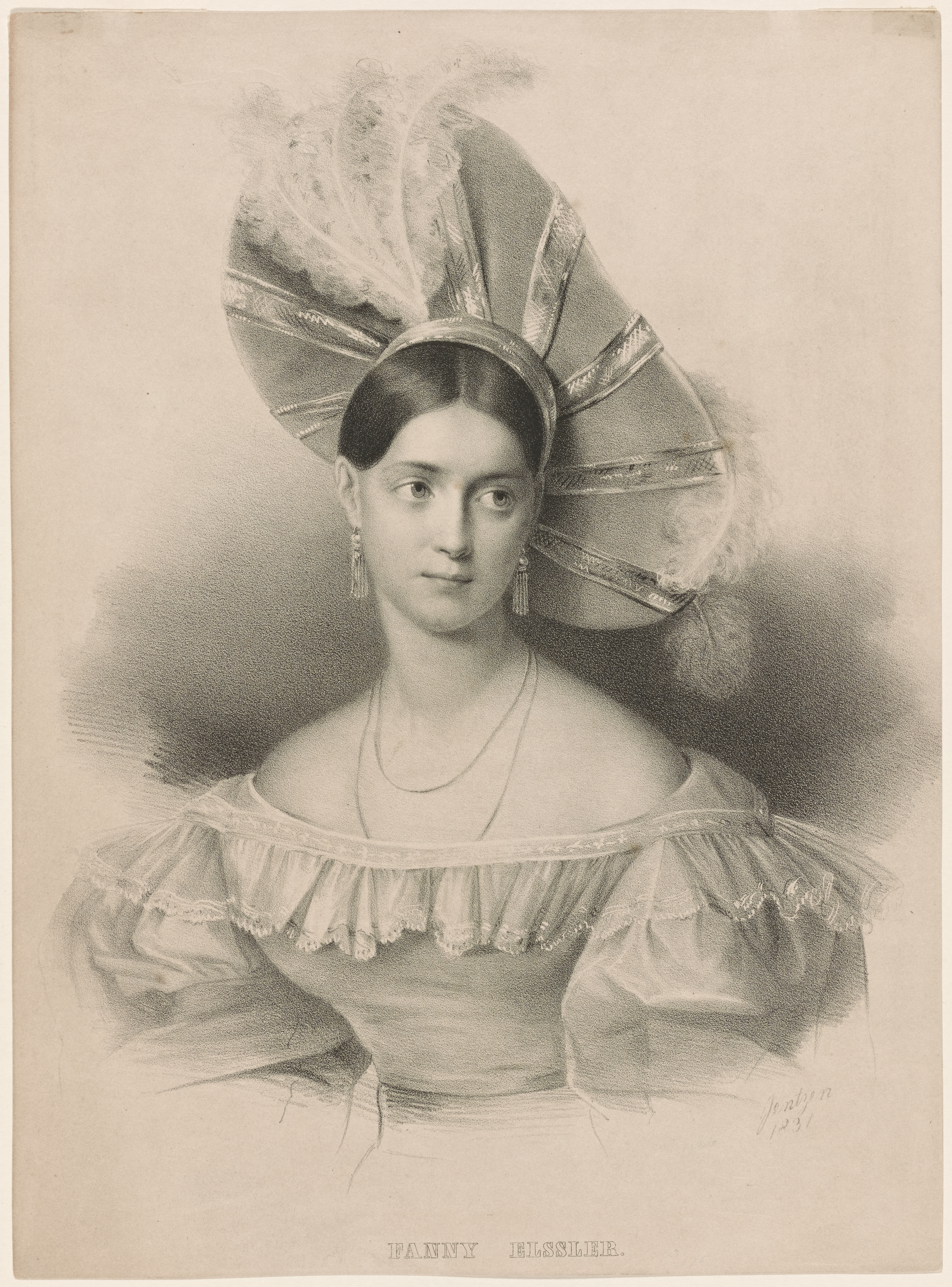
Fanny Elssler

- Fanny di Beauharnais, scrittrice francese
- Fanny Ardant, attrice francese
- Fanny Blankers-Koen, atleta olandese
- Fanny Brice, attrice e cantante statunitense
- Fanny Cadeo, attrice e showgirl italiana
- Fanny Cerrito, danzatrice italiana
- Fanny Chmelar, sciatrice alpina tedesca
- Fanny Cornforth, domestica e modella britannica, amante di Dante Gabriel Rossetti
- Fanny Elssler, danzatrice austriaca
- Fanny Gautier, attrice spagnola
- Fanny Kemble, attrice teatrale britannica
- Fanny Marchiò, attrice italiana
- Fanny Mendelssohn, pianista e compositrice tedesca
- Fanny Rosenfeld, atleta canadese
- Fanny Salazar Zampini, insegnante, scrittrice, pittrice, giornalista, e animatrice culturale italiana
- Fanny Tacchinardi, soprano italiana
- Fanny Tardini-Vladicescu, attrice teatrale rumena
- Fanny Targioni Tozzetti, nobildonna italiana

### Variante Fannie
- Fannie Flagg, scrittrice e attrice statunitense
- Fannie Thomas, supercentenaria statunitense
- Fannie Ward, attrice statunitense

## Il nome nelle arti
- Fanny è la protagonista dell'omonimo film del 1933 diretto da Mario Almirante.
- Fanny è la protagonista dell'omonimo film del 1961 diretto da Joshua Logan.
- Fanny è la protagonista dell'omonimo romanzo del 1980 di Erica Jong.
- Fanny è un personaggio dell'opera lirica di Gioachino Rossini La cambiale di matrimonio.
- Fanny è il nome della fenice di Albus Silente nella serie di romanzi e film Harry Potter, ideata da J. K. Rowling.
- Fannie è un personaggio dell'universo immaginario delle serie Pokémon.
- Fanny Coot è un personaggio Disney, creata da Al Taliaferro, madre del noto Ciccio.
- Fanny Ekdahl è un personaggio del film del 1982 Fanny e Alexander, diretto da Ingmar Bergman.
- Fanny Hill è la protagonista del romanzo di John Cleland Fanny Hill. Memorie di una donna di piacere, e delle opere da esso tratte.
- Fanny Legrand, nota come Sapho, è la protagonista dell'opera di Jules Massenet Sapho.
- Fanny Price è la protagonista del romanzo di Jane Austen Mansfield Park, e dell'omonimo film da esso tratto.
- Fanny Schönbauer è un personaggio della soap opera Tempesta d'amore.
- Sweet Fanny Adams è il secondo album del gruppo rock inglese Sweet.